# 張景華 (正德進士)
張景華（？—？），字時美，山東兗州府沂州郯城縣人，民籍，明朝政治人物。

## 生平
正德五年（1510年）庚午科山東鄉試舉人，九年（1514年）甲戌科三甲第一百五十五名進士。授吉水县知县，升監察御史，嘉靖初参与大禮議。又奉命勘处团营牧马草场，清查子粒银数。五年五月論劾武定侯郭勛，任河南道監察御史，九年八月升大理寺右寺丞，十二年奉命審理趙府輔國將軍朱祐椋上告案，十三年升通政使司右通政，九月升都察院右佥都御史、整饬蓟州边备兼巡抚顺天，十四年七月引疾告休。
嘉靖二十年（1541年）九月以荐起为都察院右副都御史，二十一年十月升左副都御史、总督漕运并巡抚凤阳地方，二十三年四月多次被弹劾，诏令冠带闲住。